# مجدل بلهيص
مجدل بلهيص هي إحدى القرى اللبنانية من قرى قضاء راشيا في محافظة البقاع.